# Casa do Estudante (Natal)
A Casa do Estudante é uma instituição de apoio a estudantes do estado do Rio Grande do Norte, que funciona atualmente na Praça Coronel Lins Caldas, em Natal. O prédio onde a Casa do Estudante funciona até hoje já havia servido como sede do Hospital de Caridade (que posteriormente foi transferido para o bairro de Petrópolis, com a construção do Hospital de Caridade Juvino Barreto, por parte do governador Alberto Maranhão), da Escola de Aprendizes Artífices e do Quartel da Polícia Militar do Rio Grande do Norte (que posteriormente foi transferido para o bairro do Tirol).
Foi tombada como parte do Patrimônio Arquitetônico em Natal em 1993.